# Emma de Barcelona
Emma de Barcelona (880 - Sant Joan de les Abadesses, 942) va ser la primera abadessa del monestir de Sant Joan de les Abadesses. Era filla de Guifré el Pilós i de Guinidilda d'Empúries, comtes de Barcelona, i degué néixer pels volts de l'any 880.

## Biografia
La vida d'Emma va inexorablement unida a la història del monestir de Sant Joan de Ter, més tard conegut com de les Abadesses, cenobi fundat el 885 expressament pels seus pares i al qual la destinaren de ben petita amb tan sols cinc anys, a través d'un acte formal de donació o oblació. La idea dels comtes de Barcelona al fundar el monestir de Sant Joan de les Abadesses era el de repoblar les comarques centrals de Catalunya que havien patit el despoblament derivat de la revolta antifranca d'Aissó.
Emma governà aquesta comunitat, inicialment tutelada pel bisbe Gotmar i directament a partir del 897 i fins al 942, data de la seva mort. Durant aquest temps, Emma exercí una intensa activitat com demostra el nucli fundacional de l'arxiu del monestir, format per més de dos-cents documents, entre els quals les escriptures fundacionals, la documentació personal d'Emma, i les donacions que van anar augmentant el patrimoni del monestir i el seu radi d'acció.
Emma va establir al monestir de Sant Joan un escriptori on se sap que es confeccionaven els llibres litúrgics que proveïen les noves esglésies de la zona repoblada; disposava també d'un nucli de clergues i sacerdots, jutges i saigs que s'encarregaven de la redacció i creació de la documentació d'arxiu conservada. L'autoritat i el prestigi d'Emma es reflecteixen en els termes usats en aquesta documentació, que la identifiquen com a «venerable i religiosíssima».
Emma va morir aproximadament entre el 8 i el 22 de novembre de 942 i anys abans, el 8 de setembre de 921, va fer donació al monestir de tots els seus béns presents i futurs. Segons Frederic Udina, Emma va deixar un monestir pròsper i amb un patrimoni que va saber fer créixer al llarg de tots els comtats catalans.

### Ordenació del territori
El monestir exercí un paper central en el procés d'ordenació del territori de la Catalunya central i en la tasca de repoblament de les seves terres, a Vallfogona de Ripollès, Llaés, Segúries i les valls de Lillet i de Ribes. La seva acció repobladora incidí de manera especial en la vall de Sant Joan, si bé es va endinsar en punts concrets, estratègics, de la zona del Berguedà i del Vallès.
Són molts els pobles que apareixen per primera vegada en la documentació escrita gràcies a l'acció civilitzadora d'Emma: l'Ametlla del Vallès i la Garriga, la Roca, Sant Antoni de Vilamajor, Sant Pere de Vilamajor i Tagamanent, al Vallès Oriental; Aiguafreda, Centelles, Sant Martí de Centelles, Sant Quirze i Santa Maria de Besora, Seva i Sora, a Osona; Gombrèn, Llaés, Planès de Rigard, Sant Pau de Segúries, Vallfogona del Ripollès, al Ripollès; Angostrina, a l'Alta Cerdanya; Fullà i Vilafranca del Conflent, al Conflent; la Pobla de Lillet, Sant Joan de Montdarn, al Berguedà. Una tasca que comportà la repoblació i la rompuda de les terres i l'estructuració d'una incipient xarxa parroquial, amb l'edificació d'esglésies, element cohesionador del nou enclavament. Un extens territori, gairebé equivalent a un comtat, que partia de la dotació inicial dels seus pares i per al qual Guifre I atorgà de bell antuvi, immunitat i plena autoritat.

### Beneficis per al monestir de Sant Joan
Durant el seu abadiat, Emma aconseguí un nombre important de privilegis que beneficiaven el monestir: el 899 el rei franc Carles el Simple estenia un privilegi d'immunitat i protecció a favor del monestir; el 906 l'episcopat de la província eclesiàstica de Narbona prenia el cenobi i el seu patrimoni sota la seva protecció. El monestir gaudia per tant d'immunitat i cap oficial del comte podia penetrar a les seves terres per fer justícia o per exigir impostos. Sabem que Emma portà a la pràctica aquest precepte amb l'ajut, a l'interior d'aquest domini exempt, d'un tribunal de justícia format per clergues, professionals del dret i propietaris lliures. El dret del monestir era respectat tant a aquest nivell inferior que regulava els contenciosos sorgits al territori, com en un nivell superior, amb l'ajut del tribunal dels seus germans, els comtes. A través d'aquests instruments, Emma protegí els seus drets senyorials sobre els homes i dones i les propietats de la seva jurisdicció.

## Implicació amb el repoblament
Hi ha molts llocs que han estat objecte de la directa acció de l'Emma. N'hi ha d'altres, encara, que han arribat esmentats per primer cop gràcies a l'extensa documentació generada per la incansable activitat de l'abadessa. Per això són nombrosos els pobles que tenen el nom d'Emma a la primera pàgina de la seva història.
Aquestes poblacions són consignades a continuació. No hi són incloses aquelles en què el monestir de Sant Joan o l'abadessa tenien possessions privades o no consta que hagin estat escripturades per primera vegada per Emma. Tampoc no hi són les que van entrar dins l'òrbita del monestir en èpoques posteriors a l'abadiat d'Emma.
- Aiguafreda (Osona): Emma va fer-hi construir l'església, aleshores dita de Sant Martí del Congost, i la va fer consagrar el 5 d'agost del 898.
- L'Ametlla del Vallès (Vallès Oriental): Emma va fer-hi dedicar l'església a Sant Genís, el 4 de juliol del 932.
- Angostrina (Alta Cerdanya): Emma tenia domini sobre la seva església ja l'any 907, tal com li reconeix el concili d'Agde.
- Centelles (Osona): El nom d'aquesta població entra en la història l'any 898, gràcies a l'acta de consagració de Sant Martí del Congost, document signat per Emma, que feu construir i dedicar aquella església.
- Fullà (Conflent): El concili d'Agde reconeix a Emma el seu domini sobre l'església de Santa Eulàlia.
- La Garriga (Vallès Oriental): Als afores de la població hi ha l'antiga església de Santa Maria del Camí, priorat i hospital de pelegrins, fundat per Emma l'any 921. Hi habità la germana d'Emma, que es deia Quíxol o Xixilona, i encara hi és enterrada.
- Gombrèn (Ripollès): Guifré va fer donació del castell i de l'església de Montgrony al monestir de Sant Joan ja des del moment de la seva fundació (887). Emma va exigir que li'n fos reconeguda la pertinença quan hi havia qui pretenia d'usurpar-la-hi.
- Llaés (Ripollès): La seva església i el seu castell ja l'any 919 estaven sota la protecció d'Emma, que potser va construir-ne l'església, que Ranlo, una altra abadessa de Sant Joan, va reedificar i fer consagrar.
- Planès de Rigard, Planoles (Ripollès):[6] Antic poble l'església, antigament del municipi de Tosses, del qual estava sota el patronatge d'Emma i en una escriptura d'aquesta abadessa entrà en la història.
- La Pobla de Lillet (Berguedà): L'antiga església de Santa Maria de Lillet era vetllada i protegida per Emma.
- Porqueres (Pla de l'Estany): Els bisbes del concili d'Agde confirmen l'església de Santa Maria com a pertanyent a Emma i al seu monestir. Malgrat de tenir arrels antiquíssimes, té el nom escrit per primer cop en un document relacionat amb Emma.
- La Roca del Vallès (Vallès Oriental): La seva primitiva església havia estat construïda per Emma, que la feu consagrar el 4 de juliol del 932. Potser la mateixa abadessa havia contribuït a la repoblació del terme.
- Sant Antoni de Vilamajor (Vallès Oriental): Podria ser que Emma hagués contribuït a la seva repoblació.
- Sant Joan de les Abadesses (Ripollès): Població on el comte Guifré fundà el monestir que va confiar a la seva filla Emma, la qual va repoblar la vall i la va governar sàviament.
- Sant Joan de Montdarn (Berguedà): Possessió del monestir de Sant Joan. Emma va fer-hi construir l'església,[7] consagrada l'11 de desembre del 922.
- Sant Martí de Centelles (Osona): El seu nom entra en la història dins l'acta de consagració de l'església de Sant Martí del Congost, que l'abadessa Emma va fer construir i dedicar.
- Església de Sant Martí de Surroca (Ripollès): Emma ja inclou aquesta parròquia dins el terme que està sota el seu govern directe.
- Sant Pau de Segúries (Ripollès): Dintre la vall de Sant Joan, Emma en governa i ordena el territori, anomenat Segurilis.
- Sant Pere de Vilamajor (Vallès Oriental): Documentació descoberta no fa gaires anys indueix a suposar que el seu territori va ser repoblat i reordenat per Emma.
- Sant Quirze de Besora (Osona): El seu nom entra a la història quan Emma n'aconsegueix el domini i potser en reconstrueix l'església.[8]
- Santa Maria de Besora (Osona): La seva església, donada a Emma el 898, potser va ser reedificada per l'abadessa.[8]
- Seva (Osona): La primera documentació de la seva toponímia es troba en l'acta de dedicació de Sant Martí del Congost. El poble reconeix que el seu origen històric està relacionat amb l'abadessa Emma.
- Sora (Osona): Ja l'any 906 la parròquia i la vall eren encomanades a Emma, que potser en va construir l'església, que certament va refer l'abadessa Ranlo, successora seva.
- Tagamanent (Vallès Oriental): Topònims del seu territori són citats per primer cop en l'acta de consagració de l'església de Sant Martí del Congost, edificada per Emma.
- Vallfogona de Ripollès (Ripollès): Quasi tota la vall pertanyia al monestir de Sant Joan i se sap que el 919 l'església estava sota el patronatge d'Emma, que potser l'havia construïda.
- Vilafranca de Conflent (Conflent): L'església de Sant Esteve, que aquesta població ha assumit, era pertinença d'Emma, com reconeixen els bisbes del concili d'Agde l'any 907.
- Vic. Raval de Santa Eulàlia (Osona): Amb la seva capella dedicada a la màrtir de Mèrida, formava part de les possessions d'Emma, a qui Guifré, el seu pare, havia donat com a dot.